# Tor Bergeron
Tor Harald Percival Bergeron (uttalas [berscherå´ng]) född 15 augusti 1891 i Godstone, Storbritannien, död 13 juni 1977 i Uppsala domkyrkoförsamling, Uppsala, var en svensk meteorolog och professor vid Uppsala universitet 1947–1961. 
Bergeron avlade filosofie kandidatexamen i Stockholm 1916 och anställdes vid nuvarande SMHI 1919. Han  hade därefter flera meteorologiska anställningar i Sverige, Norge, England, Frankrike och Tyskland. Bergeron utbildades senare bland annat på den framstående meteorologiinstitutionen Det geofysiske institutt vid Universitetet i Bergen. Bergeron blev därmed en representant för den så kallade Bergenskolan inom meteorologin. Han avlade filosofie doktorsexamen i Oslo 1928 och arbetade från 1929 som meteorolog där.
Hans främsta forskning var om nederbörds fördelning och att moln kan innehålla såväl kylt vatten som iskristaller. Hans teorier om att kylt vatten kan falla såväl som snö eller kallt regn kallas för Bergeronprocessen. Han var även den som upptäckte ocklusionsfronten, det sista stadiet i tropiska cykloner.
Han har bland annat utgett Über die dreidimensional verknüpfende Wetteranalyse.
Bergeron invaldes 1947 som ledamot av Kungliga Vetenskapsakademien. Han tilldelades Symons Gold Medal 1949 och Rossbypriset 1972. Tor Bergeron är begravd på Norra begravningsplatsen utanför Stockholm.